# Hibernians Football Club 2012-2013
Questa voce raccoglie le informazioni riguardanti l'Hibernians Football Club nelle competizioni ufficiali della stagione 2012-2013.

## Organico

### Rosa
| N. |                    | Ruolo | Calciatore       |
| -- | ------------------ | ----- | ---------------- |
| 1  | Malta (bandiera)   | P     | Mario Muscat     |
| 2  | Malta (bandiera)   | C     | Ayrton Azzopardi |
| 4  | Malta (bandiera)   | D     | Adrian Pulis     |
| 5  | Malta (bandiera)   | D     | Ryan Camilleri   |
| 6  | Malta (bandiera)   | D     | Jonathan Pearson |
| 7  | Malta (bandiera)   | A     | Steve Pisani     |
| 8  | Brasile (bandiera) | C     | Rodolfo Soares   |
| 9  | Brasile (bandiera) | A     | Marcelo Dias     |
| 10 | Malta (bandiera)   | A     | Andrew Cohen     |
| 11 | Malta (bandiera)   | C     | Bjorn Kristensen |
| 12 | Malta (bandiera)   | P     | Daniel Balzan    |
| 13 | Malta (bandiera)   | C     | Clayton Failla   |
| 14 | Nigeria (bandiera) | A     | John Nwoba       |

| N. |                    | Ruolo | Calciatore          |
| -- | ------------------ | ----- | ------------------- |
| 16 | Serbia (bandiera)  | A     | Zoran Levnaić       |
| 17 | Malta (bandiera)   | D     | Keith Tanti         |
| 19 | Malta (bandiera)   | C     | Johan Bezzina       |
| 20 | Brasile (bandiera) | C     | Jackson Lima        |
| 22 | Belgio (bandiera)  | D     | Jason Vandelannoite |
| 23 | Malta (bandiera)   | A     | Jean Paul Farrugia  |
| 24 | Malta (bandiera)   | P     | Christian Cassar    |
| 25 | Malta (bandiera)   | P     | Nicholas Grima      |
| 28 | Malta (bandiera)   | C     | Karl Conti          |
| 29 | Brasile (bandiera) | A     | Anderson Ribeiro    |
| 30 | Malta (bandiera)   | D     | Scott Chircop       |
|    | Malta (bandiera)   | A     | Jurgen Degabriele   |